# Marc Boutavant
Marc Boutavant (* 1970 in Dijon) ist ein französischer Illustrator und Autor von Kinderbüchern und Comics. Er lebt in Paris.

## Biographie
Boutavant studierte Visuelle Kommunikation und arbeitete danach als Kinderbuchautor, Comiczeichner und Grafiker.
Seine erste Veröffentlichung machte er beim Verlag Actes Sud junior für die Serie À petits pas (deutsch Schritt für Schritt), und zwar die Folgen Le soleil à petits pas (franz. ‚Die Sonne Schritt für Schritt‘) von Michèle Mira Pons (1999) und Lécologie à petits pas (franz. ‚Ökologie Schritt für Schritt‘). Gérard Lo Monaco rief ihn auf für den Verlag Albin jeunesse ein Buch mit Abzählreimen zu schreiben. Lo Monaco war begeistert von dem Programm Guinguette pirate (Piratenschenke), welches Marc Boutavant sieben Jahre lang für dieses Café-Konzertschiff gemacht hatte.
2002 erfand mit er mit der Serie Mouk eine eigene Tierwelt. Diese Kinderbuchserie erschien bei Editions Mila und bei Albin Michel jeunesse ab 2007 mit dem Titel Le Tour dur monde de Mouk (deutsch Mouks Weltreise). „Es ist nur das Schema eines Bären. Ich möchte nicht, dass man ihn als Tier identifiziert, sondern dass man sich eher davon löst“ präzisiert er zu Beginn der Serie.
Zusammen mit Emmanuel Guibert ist er auch Autor der Serie Ariol (Ariol et ses Amis) in dem Magazin J’aime lire beim Verlag Bayard Presse. Zusammen mit Béatrice Fontanel schuf er die Figur Bogueugueu. 2013 hat er mit Colas Gutman, die Titelfigur der Serie Chien Pourri (deutsch Fauler Hund) erfunden, welche in der Collection Mouche bei L’École des loisirs erschien.
Marc Boutavant gehörte zu den Autoren des „Atelier des Vosges/Atelier Nawak“, einer neuen Generation von Comic-Autoren, zusammen mit Émile Bravo, Lewis Trondheim, Christophe Blain, David B., Joann Sfar, Frédéric Boilet, Marjane Satrapi. Er wird heute von „Heart Agency“, einer Agentur für Illustratoren vertreten, welche in London- und New York niedergelassen ist.

## Graphische Umsetzung
Marc Boutavant befasste sich zuerst mit Acrylmalerei, bevor er sich dem Computerprogramm Photoshop zuwandte. Er sagt, dass er auf diese Weise besser ausdrücken könne, was in seinem Kopf stattfindet und dass er einen besseren Eindruck vom Renderprozess bekomme.

## Verfilmungen
Im Jahr 2009 wurde Ariol für das Fernsehen verfilmt. Das Zeichentrickstudio Folimage in Valence realisierte die Serie (78 Folgen à vier Minuten) in Koproduktion mit der kanadischen Produktionsgesellschaft Divertissement Subséquence. Mit der Realisation wurden Emile Sengelin und Amandine Fredon beauftragt. TF1 hat die Serie seit dem 16. November 2009 im Programm, genauso wie der Sender Télétoon+. Die Drehbücher schreibt Valérie Baranski, Marc Boutavant ist mit Unterstützung von Emilie Van Lient für die Grafik verantwortlich sind.
2011 wurde Mouk  fürs Fernsehen adaptiert durch das Zeichentrickstudio Millimages. Der Regisseur war Francois Narboux; die Serie (104 Folgen à elf Minuten) wurde am 19. September 2011 auf Disney Junior und France 5 gesendet.

## Werke als Grafiker und Autor
Marc Boutavant hat mehrere Kinderbücher bei den Verlagen Albin Michel, Actes Sud junior, Nathan, Seuil jeunesse, Bayard und Mila Éditions veröffentlicht. In deutscher Sprache erschienen folgende Werke:
- 2002: Mouk langweilt sich
- 2002: Mouk: Helden der Pedale
- 2007: Die große Reise des kleinen Mouk

Von Marc Boutavant illustrierte Werke
- Chien Pourri à la ferne / Colas Gutman. – L’École des loisirs, 2016
- Edmond et ses amis. La course de luge / Astrid Desbordes – Nathan, 2016
- Edmond et ses amis. La chose / Astrid Desbordes – Nathan, 2015
- Edmond et ses amis. La belle journée / Astrid Desbordes – Nathan, 2015
- Chien Pourri amoureux  / Colas Gutman. – L’École des loisirs, 2015
- Chien Pourri à Paris / Colas Gutman. – L’École des loisirs, 2015
- Ne chatouille jamais un tigre / Pamela Butchart Nathan, 2015
- Chien Pourri à l'école / Colas Gutman. – L’École des loisirs, 2014
- Chien Pourri à la plage / Colas Gutman. – L’École des loisirs, 2014
- Polka et Hortense. La grande aventure / Astrid Desbordes Nathan, 2014
- Joyeux Noël, Chien Pourri ! / Colas Gutman. – L’École des loisirs, 2013
- Chien Pourri / Colas Gutman. – L’École des loisirs, 2013
- N'y a-t-il personne pour se mettre en colère ? / Toon Tellegen Albin Michel jeunesse, 2013
- Edmond et ses amis. La fête sous la lune / Astrid Desbordes Nathan, 2013
- La princesse aux petits doigts / Colas Gutman. – L’École des loisirs, 2012
- Bogueugueu est amoureux / Béatrice Fontanel – Gallimard jeunesse, 2012
- Qui me ressemble ? / Nicola Davies – Seuil jeunesse, 2012
- Coccinelles cherchent maison / Davide Cali – Sarbacane, 2011
- Sur la piste de la biodiversité / Isaline Aubin – Seuil Jeunesse/Muséum national d'Histoire naturelle, 2010[4]
- Mathilde et les petits papiers / Béatrice Fontanel – Actes Sud junior, 2010
- Océans. Petites histoires de fonds marins / Stéphane Durand – Seuil jeunesse, 2009
- Bogueugueu va à Londres / Béatrice Fontanel. – Gallimard jeunesse, 2009
- Mille milliards de familles / Mary Ann Hoberman – Gautier Languereau, 2009
- Au fil des araignées / Delphine Godard – Seuil jeunesse-Editions du Muséum, 2008
- Ariol. Un petit âne comme vous et moi / Emmanuel Guibert – Bayard jeunesse, 2008
- C'est un secret / René Gouichoux – Nathan, 2007
- Bzzz, une histoire de mouches / Céline Colin-Fromont – Seuil jeunesse-Editions du Museum, 2007
- Bogueugueu entre en sixième / Béatrice Fontanel. – Gallimard jeunesse, 10/2007
- Ariol. Copains comme cochons / Emmanuel Guibert – Bayard jeunesse, 2007
- Mon copain Bogueugueu / Béatrice Fontanel. – Gallimard jeunesse, 2006
- Qu'est-ce que tu fais, Cochon ? / René Gouichoux. – Nathan, 2006
- Ariol. Oh ! la mer ! / Emmanuel Guibert – Bayard jeunesse, 2006
- Qu'est-ce que tu fais, cochon ? / René Gouichoux – [Nathan], 2006
- Dans la forêt / Valérie Guidoux. – Nathan, 2005
- La nature en ville / Valérie Guidoux. – Nathan, 2005
- Gustave Taloche, roi de la bagarre / Béatrice Fontanel. – Actes Sud junio, 2005
- Sur la plage / Valérie Guidoux. – Nathan, 2005
- Dans le jardin / Valérie Guidoux – Nathan, 2005
- Ariol. Jeux idiots / Emmanuel Guibert – Bayard jeunesse, 2005
- Les trois petits cochons – Larousse, 2005
- Expériences à déguster / Delphine Grinberg. – Nathan, 2004
- La petite souris qui a perdu une dent / Clair Arthur. – Flammarion, 2004
- Ariol. Karaté / Emmanuel Guibert – Bayard jeunesse, 2004
- Chère Théo / Anne Vantal – Actes Sud junior, coll; Premiers romans, 2004
- Qu'est-ce que tu fais, cochon ? / René Gouichoux – Nathan, 2004
- Mathilde et les petits papiers / Béatrice Fontanel. – Actes Sud junior, 03/2003
- Ariol. Le vaccin à réaction / Emmanuel Guibert – Bayard Jeunesse, 2003
- Ariol. Bête comme un âne, sale comme un cochon / Emmanuel Guibert – Bayard Jeunesse, 2003
- Le popotin de l'hippopo / Marc Lévy – Albin Michel jeunesse, coll. Zéphyr, 2003
- La forêt / Agnès Van de Wiele / Larousse, 2003
- L'Histoire du soir / Reginald Barthuts et Philippe Tomine – Flammarion, 2003
- Ariol. Jeux idiots / Emmanuel Guibert – Bayard jeunesse, 2002
- Ariol. Debout ! / Emmanuel Guibert. – Bayard Jeunesse (Coll. J'aime Lire BD), 2002
- Le Jeu idiot de Ramono / Emmanuel Guibert. – Bayard Jeunesse (Coll. J'aime Lire BD), 2002
- La Grève de la vie / Amélie Couture. – Actes Sud Junior, 2002 (PRIX CHRONOS CM1-CM2 2003)
- Sorcière pour un soir / Emmanuel Tredez. – Nathan, 2002
- Le triangle de bermuda / Michael Leblond – Lito, 2002
- Fantômes de maisons / Sonia Goldie. – Mila Boutan, 2001
- Mon nez, mon nez ! / Sylvaine Hinglais. – Albin Michel Jeunesse, 2001
- Si j'avais un copain grand et fort / Catherine Missonnier. – Nathan, 2001
- Vive la pluie / Mymi Doinet – Nathan 2001
- L'Écologie à petit pas / François Michel. – Actes Sud Junior, 2000
- J'apprends à lire avec les images. Le clown Pantoufle est en retard / Marie-Sabine Roger – Lito, 2000
- Le Soleil à petits pas / Michèle Mira Pons. – Actes Sud Junior, 1999